# Campionati statunitensi di sci alpino 2003
I Campionati statunitensi di sci alpino 2003 si sono svolti a Whiteface Mountain dal 19 al 25 marzo. Il programma ha incluso gare di discesa libera, supergigante, slalom gigante, slalom speciale e combinata, tutte sia maschili sia femminili, ed era originariamente in programma ad Alyeska.
Trattandosi di competizioni valide anche ai fini del punteggio FIS, vi hanno partecipato anche sciatori di altre federazioni, senza che questo consentisse loro di concorrere al titolo nazionale statunitense.

## Risultati

### Uomini

#### Discesa libera
| Pos. | Atleta           | Nazione     | Tempo   |
| ---- | ---------------- | ----------- | ------- |
| 1    | Steven Nyman     | Stati Uniti | 1:34,81 |
| 2    | Kevin Francis    | Stati Uniti | 1:35,23 |
| 3    | Scott Macartney  | Stati Uniti | 1:35,25 |
| 4    | Bode Miller      | Stati Uniti | 1:35,66 |
| 5    | Eric Holmer      | Stati Uniti | 1:36,00 |
| 6    | Nicholas Baker   | Stati Uniti | 1:36,16 |
| 7    | Jakub Fiala      | Stati Uniti | 1:36,37 |
| 8    | Andre Horton     | Stati Uniti | 1:36,38 |
| 9    | Justin Johnson   | Stati Uniti | 1:36,73 |
| 10   | Brett Fisher     | Stati Uniti | 1:37,56 |
| 10   | Jeffrey Harrison | Stati Uniti | 1:37,56 |
| 10   | Travis Svensrud  | Stati Uniti | 1:37,56 |

Data: 19 marzo

#### Supergigante
| Pos. | Atleta           | Nazione     | Tempo   |
| ---- | ---------------- | ----------- | ------- |
| 1    | Bode Miller      | Stati Uniti | 1:18,99 |
| 2    | Jakub Fiala      | Stati Uniti | 1:19,30 |
| 3    | Scott Macartney  | Stati Uniti | 1:19,50 |
| 3    | Marco Sullivan   | Stati Uniti | 1:19,50 |
| 5    | Jake Zamansky    | Stati Uniti | 1:19,80 |
| 6    | Jesse Marshall   | Stati Uniti | 1:19,83 |
| 7    | Jeremy Transue   | Stati Uniti | 1:20,17 |
| 8    | Kevin Francis    | Stati Uniti | 1:20,79 |
| 9    | Dane Spencer     | Stati Uniti | 1:20,81 |
| 10   | Jeffrey Harrison | Stati Uniti | 1:21,65 |

Data: 20 marzo

#### Slalom gigante
| Pos. | Atleta              | Nazione     | Tempo   |
| ---- | ------------------- | ----------- | ------- |
| 1    | Erik Schlopy        | Stati Uniti | 2:24,64 |
| 2    | Bode Miller         | Stati Uniti | 2:24,95 |
| 3    | Jesse Marshall      | Stati Uniti | 2:25,95 |
| 4    | Thomas Vonn         | Stati Uniti | 2:26,84 |
| 5    | Jake Zamansky       | Stati Uniti | 2:26,95 |
| 6    | Chip Knight         | Stati Uniti | 2:27,17 |
| 7    | Tom Rothrock        | Stati Uniti | 2:27,82 |
| 8    | Steven Nyman        | Stati Uniti | 2:28,00 |
| 9    | Jeffrey Harrison    | Stati Uniti | 2:28,23 |
| 10   | Martin Kroisleitner | Austria     | 2:28,29 |

Data: 24 marzo

#### Slalom speciale
| Pos. | Atleta         | Nazione     | Tempo   |
| ---- | -------------- | ----------- | ------- |
| 1    | Bode Miller    | Stati Uniti | 2:06,59 |
| 2    | Erik Schlopy   | Stati Uniti | 2:07,32 |
| 3    | Jesse Marshall | Stati Uniti | 2:07,40 |
| 4    | Chip Knight    | Stati Uniti | 2:08,38 |
| 5    | Jimmy Cochran  | Stati Uniti | 2:08,84 |
| 6    | Greg Hardy     | Stati Uniti | 2:08,89 |
| 7    | Patrick Biggs  | Canada      | 2:10,38 |
| 8    | Roger Brown    | Stati Uniti | 2:10,99 |
| 9    | Ted Ligety     | Stati Uniti | 2:11,78 |
| 10   | Eric Rygg      | Stati Uniti | 2:11,83 |

Data: 23 marzo

#### Combinata
| Pos. | Atleta      | Nazione     |
| ---- | ----------- | ----------- |
| 1    | Bode Miller | Stati Uniti |
| 2    | ?           | ?           |
| 3    | ?           | ?           |

### Donne

#### Discesa libera
| Pos. | Atleta           | Nazione     | Tempo   |
| ---- | ---------------- | ----------- | ------- |
| 1    | Julia Mancuso    | Stati Uniti | 1:38,07 |
| 2    | Lindsey Vonn     | Stati Uniti | 1:38,63 |
| 3    | Jonna Mendes     | Stati Uniti | 1:40,05 |
| 4    | Rachel Roosevelt | Stati Uniti | 1:40,64 |
| 5    | Kristen Bybee    | Stati Uniti | 1:40,95 |
| 6    | Kirsten Clark    | Stati Uniti | 1:40,98 |
| 7    | Libby Ludlow     | Stati Uniti | 1:41,30 |
| 8    | Bryna McCarty    | Stati Uniti | 1:41,38 |
| 9    | Lauren Van Ness  | Stati Uniti | 1:41,43 |
| 10   | Keely Kelleher   | Stati Uniti | 1:42,00 |

Data: 19 marzo

#### Supergigante
| Pos. | Atleta          | Nazione     | Tempo   |
| ---- | --------------- | ----------- | ------- |
| 1    | Julia Mancuso   | Stati Uniti | 1:20,65 |
| 2    | Jonna Mendes    | Stati Uniti | 1:21,89 |
| 3    | Lindsey Vonn    | Stati Uniti | 1:22,49 |
| 4    | Libby Ludlow    | Stati Uniti | 1:23,61 |
| 5    | Bryna McCarty   | Stati Uniti | 1:24,16 |
| 6    | Keely Kelleher  | Stati Uniti | 1:24,41 |
| 7    | Stacey Cook     | Stati Uniti | 1:24,55 |
| 8    | Sarah Schleper  | Stati Uniti | 1:24,75 |
| 9    | Lauren Van Ness | Stati Uniti | 1:25,02 |
| 10   | Kristen Bybee   | Stati Uniti | 1:25,05 |

Data: 21 marzo

#### Slalom gigante
| Pos. | Atleta            | Nazione     | Tempo   |
| ---- | ----------------- | ----------- | ------- |
| 1    | Julia Mancuso     | Stati Uniti | 2:34,52 |
| 2    | Jessica Kelley    | Stati Uniti | 2:35,10 |
| 3    | Kristina Koznick  | Stati Uniti | 2:35,15 |
| 3    | Jonna Mendes      | Stati Uniti | 2:35,15 |
| 5    | Sarah Schleper    | Stati Uniti | 2:35,27 |
| 6    | Kaylin Richardson | Stati Uniti | 2:37,05 |
| 7    | Resi Stiegler     | Stati Uniti | 2:37,23 |
| 8    | Lindsey Vonn      | Stati Uniti | 2:37,26 |
| 9    | Libby Ludlow      | Stati Uniti | 2:38,25 |
| 10   | Lauren Ross       | Stati Uniti | 2:38,31 |

Data: 25 marzo

#### Slalom speciale
| Pos. | Atleta             | Nazione     | Tempo   |
| ---- | ------------------ | ----------- | ------- |
| 1    | Kristina Koznick   | Stati Uniti | 2:07,56 |
| 2    | Katie Hitchcock    | Stati Uniti | 2:09,94 |
| 3    | Sarah Schleper     | Stati Uniti | 2:09,95 |
| 4    | Jessica Kelley     | Stati Uniti | 2:10,63 |
| 5    | Lauren Ross        | Stati Uniti | 2:10,80 |
| 6    | Lindsey Vonn       | Stati Uniti | 2:11,21 |
| 7    | Resi Stiegler      | Stati Uniti | 2:11,69 |
| 8    | Jenny Lathrop      | Stati Uniti | 2:12,70 |
| 9    | Lisa Perricone     | Stati Uniti | 2:14,16 |
| 10   | Ashley Linda Spina | Stati Uniti | 2:14,21 |

Data: 23 marzo

#### Combinata
| Pos. | Atleta       | Nazione     |
| ---- | ------------ | ----------- |
| 1    | Lindsey Vonn | Stati Uniti |
| 2    | ?            | ?           |
| 3    | ?            | ?           |